# Greg Phillinganes
Greg Arthur Phillinganes (Detroit, 12 de maio de 1956) é um tecladista, cantor e compositor norte-americano, conhecido por integrar a banda do astro Pop, Michael Jackson, em duas de suas turnês.